# Vitrac-sur-Montane
Vitrac-sur-Montane este o comună în departamentul Corrèze din centrul Franței. În 2009 avea o populație de 261 de locuitori.

## Evoluția populației
| An        | 1975 | 1982 | 1990 | 1999 | 2006 | 2009 |
| --------- | ---- | ---- | ---- | ---- | ---- | ---- |
| Populație | 286  | 239  | 244  | 214  | 247  | 261  |